# Sungská kultura

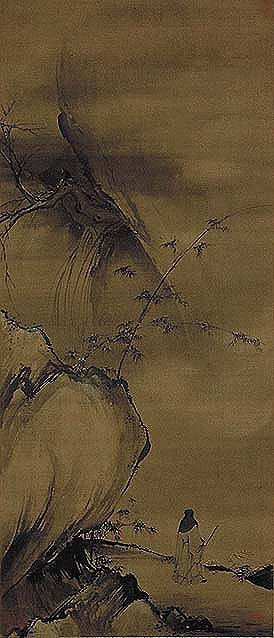
Zimní krajina císaře Chuej-cunga (1082–1135); dnes v chrámu Konči-in, Kjóto

Čínská říše Sung (960–1279) byla kulturně bohatý a kultivovaný stát. Sungská kultura byla charakteristická rozkvětem a pokrokem ve výtvarném umění, hudbě, literatuře i filozofii. Úředníci spravující zemi, vybíraní v přísných a rozsáhlých zkouškách, zaměřených především na znalost klasických konfuciánských filozofických textů, dosáhli nových výšek vzdělanosti, zatímco čínská literární kultura byla masově šířena mezi obyvatelstvo pomocí knihtisku a růstu gramotnosti.
V říši Sung mezi džentry vzkvétal respekt a pochopení pro umění, zejména malířství, které bylo mnohými vzdělanci provozováno. Styl malby mezi džentry se významně posunul zejména s přechodem mezi obdobím Severní (960–1127) a Jižní (1127–1279) Sung, částečně ho ovlivnilo postupné oficiální přijetí neokonfucianismu.
Obyvatelé měst se těšili z divadelních her, stravovali se v restauracích, které nabízely různé regionální kuchyně, předváděli se v okázalých oděvech, přičemž měšťané i venkované slavili sezónní slavnosti a náboženské svátky.

## Výtvarné umění

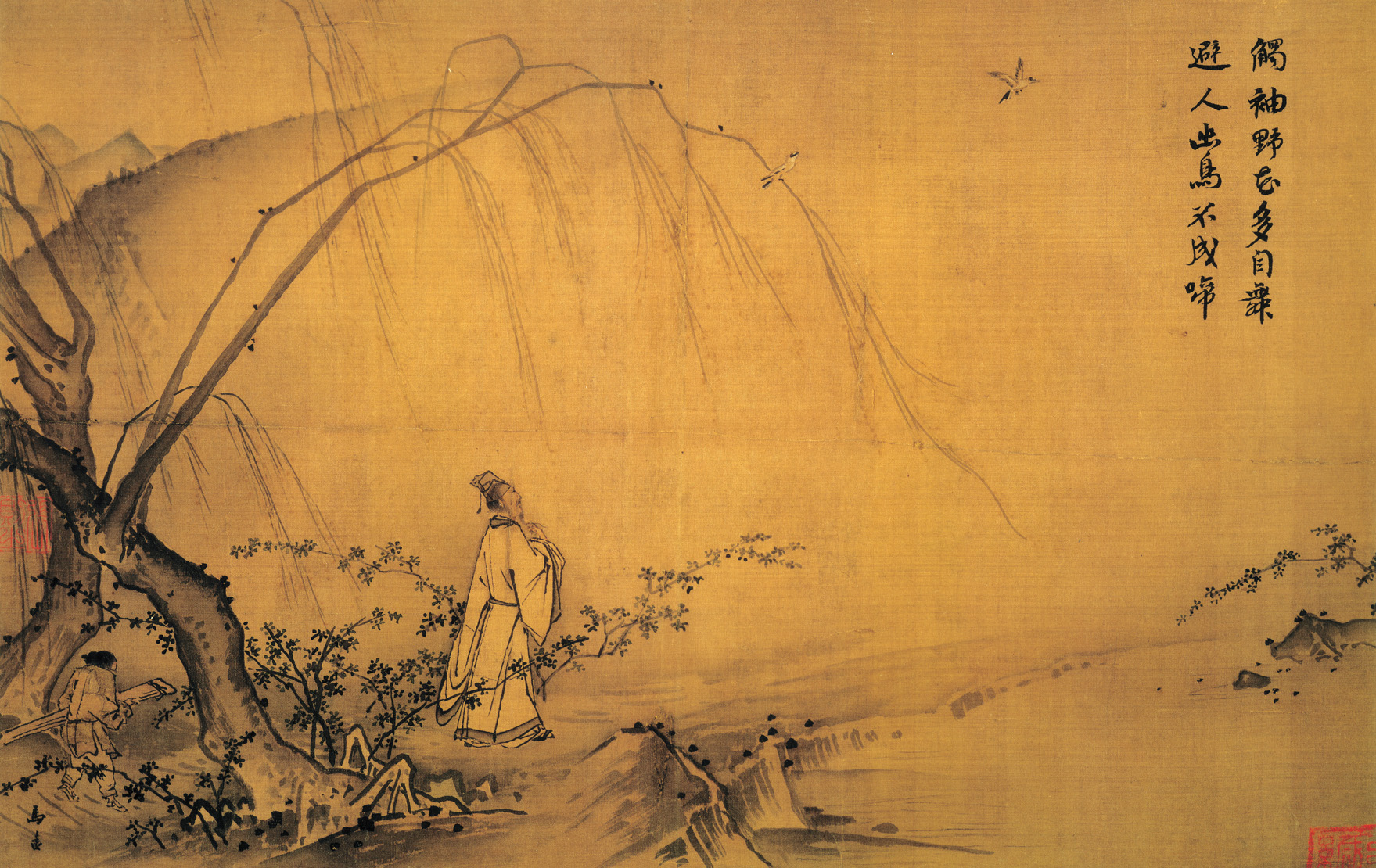
Procházka po jarní cestě, Ma Jüan (asi 1190 – 1279)

Čínská malba v říši Sung dosáhla nové úrovně kultivovanosti s dalším rozvojem krajinomalby. Mezi krajináři získal širokou oblíbenost styl šan-suej (doslova „hory a řeky“). Důraz na krajinomalbu v sungském období kořenil v čínské filozofii; taoismus zdůrazňoval, že lidé jsou drobné tečky v obrovském vesmíru; současně neokonfuciánští spisovatelé se snažili následovat vzory a principy, kterými se podle nich řídily všechny sociální a přírodní jevy.
V sungské éře se rovněž dále rozvíjela výroba glazovaného a průsvitného porcelánu a celadonových předmětů s rozsáhlým využitím emailu. V sungském období byly zvláště populární lungčchüanské celadonové výrobky. Černé a červené lakové předměty představovaly krásně vyřezávaná umělecká díla s miniaturními přírodními scénami, krajinkami, nebo jednoduchými dekorativními motivy. Nicméně, přes obdivuhodné bronzy, keramiku a lakové výrobky, řezby z nefritu, sochařská a architektonická díla, portrétní malířství a realistická zpodobnění zvířat (oblíbení byli ptáci na větvích), které byly všechny vysoce ceněné, nejprestižnější postavení měla krajinomalba. Začátkem dynastie Sung vznikl charakteristický krajinářský styl. Malíři se soustředili na složité a realistické scény v popředí, zatímco v pozadí se snažili zachovat dojem obrovského a nekonečného prostoru. Vzdálené vrcholky hor vyrůstaly z vysokých mraků a mlhy, zatímco říční proud se spouštěl z dálek do popředí.

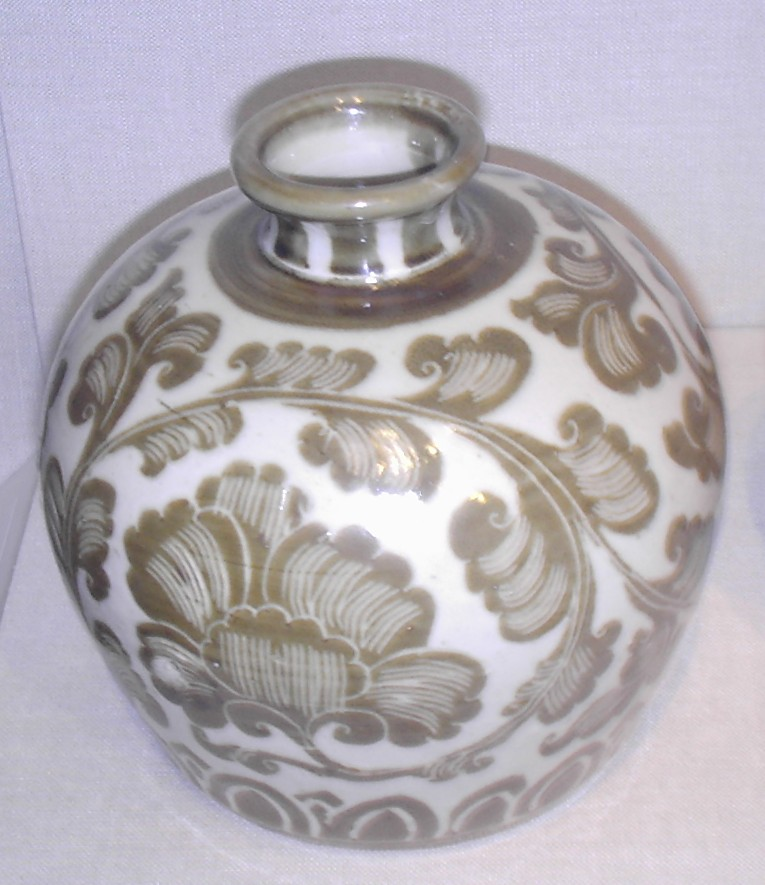
Sungská tingčouská lahvička, 11. století.

Existoval významný rozdíl ve stylu malby mezi obdobím Severní Sung (960–1127) a Jižní Sung (1127–1279). Obrazy severosungských úředníků byly ovlivněny jejich politickými ideály – vnesení pořádku do světa a řešení největších problémů ovlivňujících celou jejich společnost – a proto jejich díla často zobrazovala obrovské, rozsáhlé krajiny. Na druhé straně, jihosungští úředníci byli více zaujatí reformou společnosti zdola nahoru a v mnohem menším měřítku, metodou, která, jak věřili, měla větší šanci na úspěch. Proto se ve svých obrazech často zaměřovali na menší, bližší a intimnější scény, zatímco pozadí nechávali obvykle jen hrubě načrtnuté jako prázdnou oblast bez významu pro umělce i diváka. Tato změna postoje pramenila především z rostoucího vlivu neokonfuciánské filozofie. Přívrženci neokonfuciánství se zaměřili na reformu společnosti zdola nahoru, ne shora dolů, jak to může být viděno například v jejich úsilí o podporu malých soukromých akademií, které do značné míry nahradily velké státem kontrolované školy období Severní Sung.
Od doby Jižních a severních dynastií (420–589) se malířství stalo uměním vysoké propracovanosti, spojeným s třídou džentry jako jednou z jejích hlavních uměleckých zábav, když dalšími byly kaligrafie a poezie. V sungském státě existovali i zanícení sběratelé umění, kteří se scházeli v uměleckých společnostech a s kolegy a přáteli diskutovali o svých výtvorech. Básník a státník Su Š’ a jeho přítel Mi Fu se v metropoli ve své době, koncem 11. století, často podíleli na těchto setkáních, půjčovali si umělecká díla ke studiu a kopírování, nebo v případě, že některý kus opravdu obdivovali, snažili se jej získat výměnou. Malé kulaté malby populární v jihosungském období byly často sbírány do alb, přičemž k nim básníci psali básně odpovídající tématu a náladě obrazu.

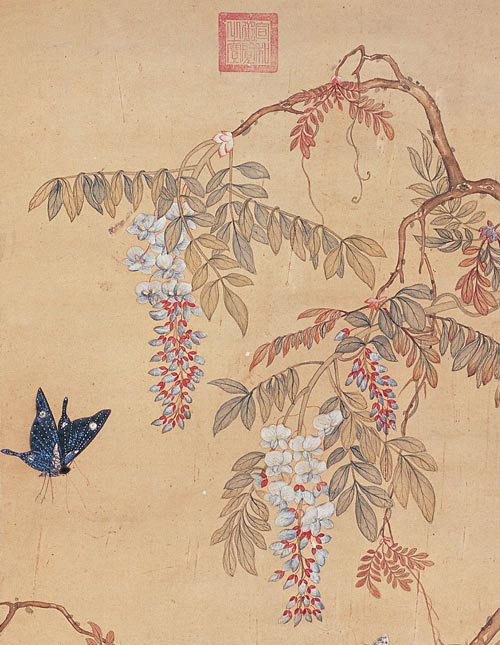
Motýl a vistárie, Sü Si (c. 886 – c. 975), kolem roku 970

Ačkoli byli zanícenými sběrateli umění, sungští vzdělanci se mnohdy nedočkali ocenění za díla prodávaná v obchodech nebo na trzích, leckdy byli dokonce kritizováni umělci z renomovaných škol a akademií. Anthony J. Barbieri-Low, profesor čínské historie na Kalifornské univerzitě v Santa Barbaře, poukázal na to, že když sungští učenci oceňovali umění vytvořené svými současníky, ignorovali ty, kteří si vydělávali na živobytí jako profesionální umělci:
| „ | V období Severní Sung se objevila nová třída vzdělaných umělců, kteří nebyli školení v rafinovaných technikách akademických malířů ani neměli odbornost malířů pracujících pro platící zákazníky. Malba literátů byla jednodušší a leckdy přímo amatérská, přesto kritizovali druhé dvě skupiny jako profesionály, kteří nemalují kvůli sebevyjádření nebo potěšení, ale pro živobytí, ať ve státních akademiích, nebo na trhu. Malíři z řad vzdělané džentry měli za to, že ti, kteří se soustředili na realistická zobrazení, malovali v pestrých barvách, nebo, vůbec nejhůře, kteří přijali peněžní platbu za svou práci, nebyli lepší než řezníci nebo dráteníci na trhu. Proto je nebylo možné považovat za skutečné umělce. | “ |

Během sungského období tvořilo mnoho uznávaných dvorských malířů, kteří byli velmi ceněni císaři a císařskou rodinou. Jeden z největších krajinářů podporovaných sungským dvorem byl Čang Ce-tuan (1085–1145), který namaloval svitkové panoráma Svátek čching-ming na řece, jedno z nejznámějších mistrovských děl čínského výtvarného umění. Císař Kao-cung (vládl 1127–1162) inicioval vytvoření série osmnácti obrazů podle série písní Osmnáct písní flétny nomádů o životě chanské básnířky Cchaj Wen-ťi.
V sungské éře zažil buddhismus částečnou obnovu po pronásledování v závěrečném období říše Tchang. Památkou sungského buddhismu jsou skalní kresby v Ta-cu v provincii S’-čchuan. Stylu kreseb a reliéfů z Ta-cu jsou podobné památky v chrámu Ming-šan v An-jüe také v S’-čchuanu. Zachovalo se zde množství buddhistických soch sungského období, včetně Buddhy a božstev oděných do bohatých císařských a mnišských rouch.

## Literatura

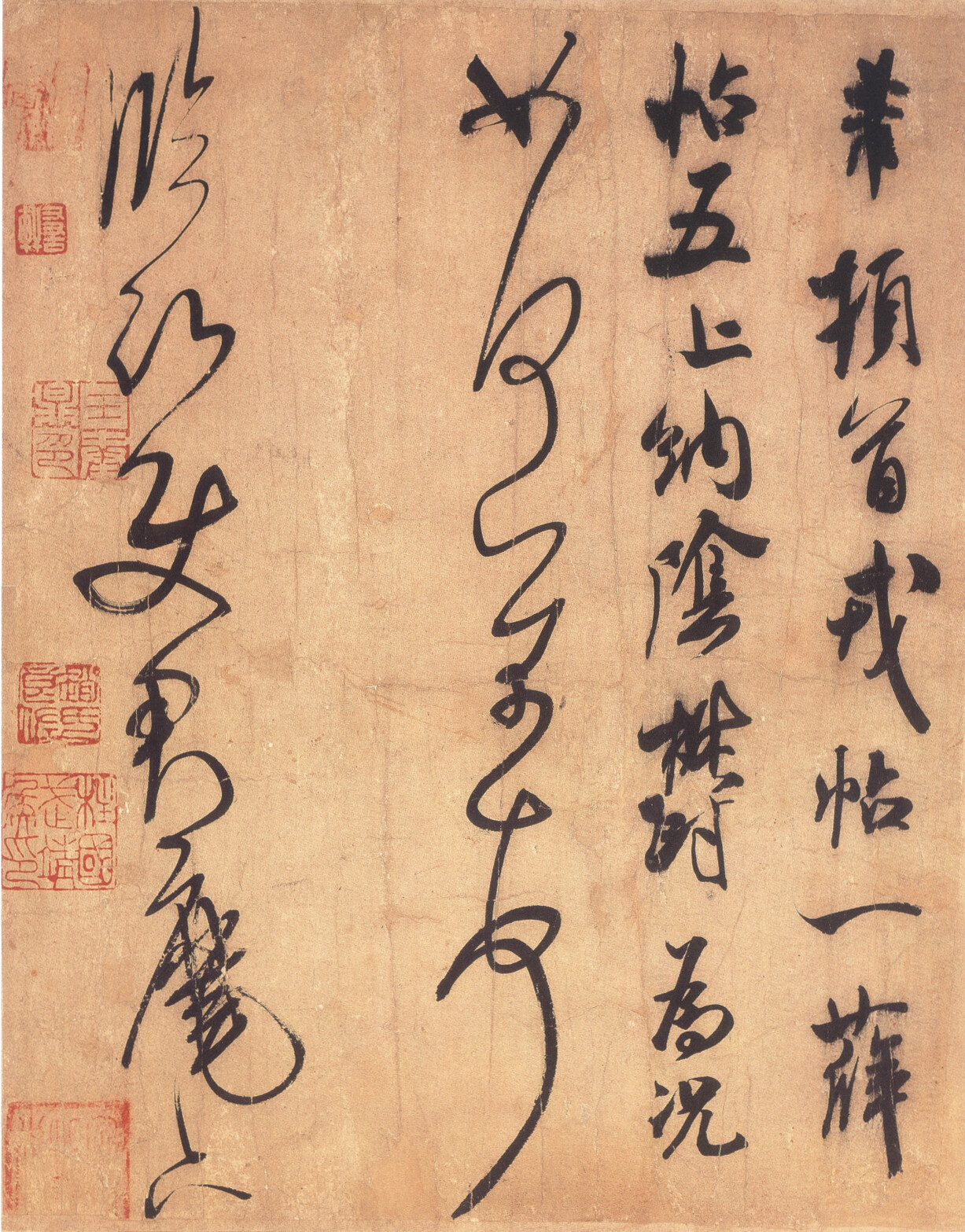
Různé styly kaligrafie sungského básníka Mi Fua (1051–1107)

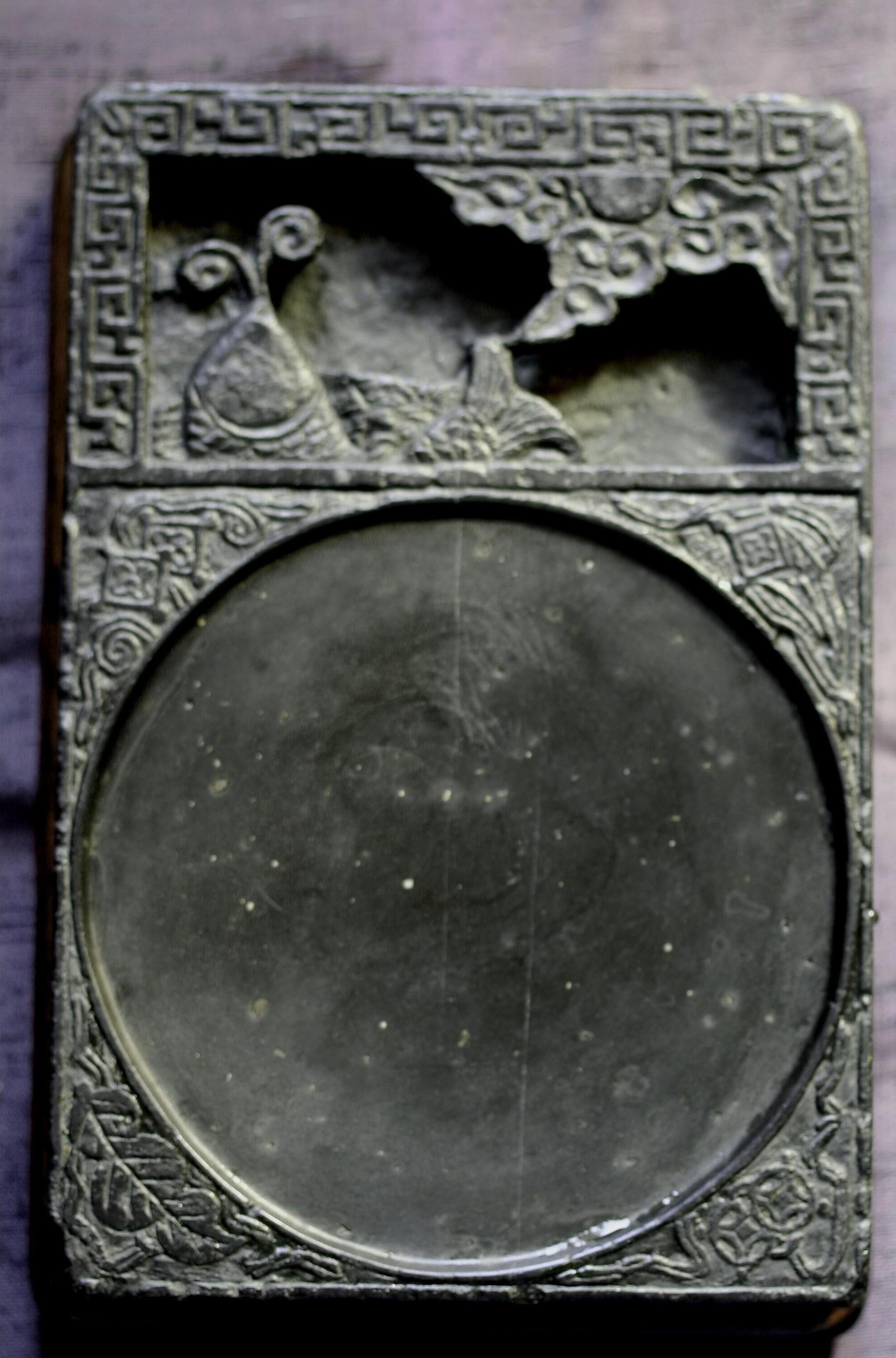
Sungský kámen na roztírání tuše, ze sbírky Nantojósó, Japonsko

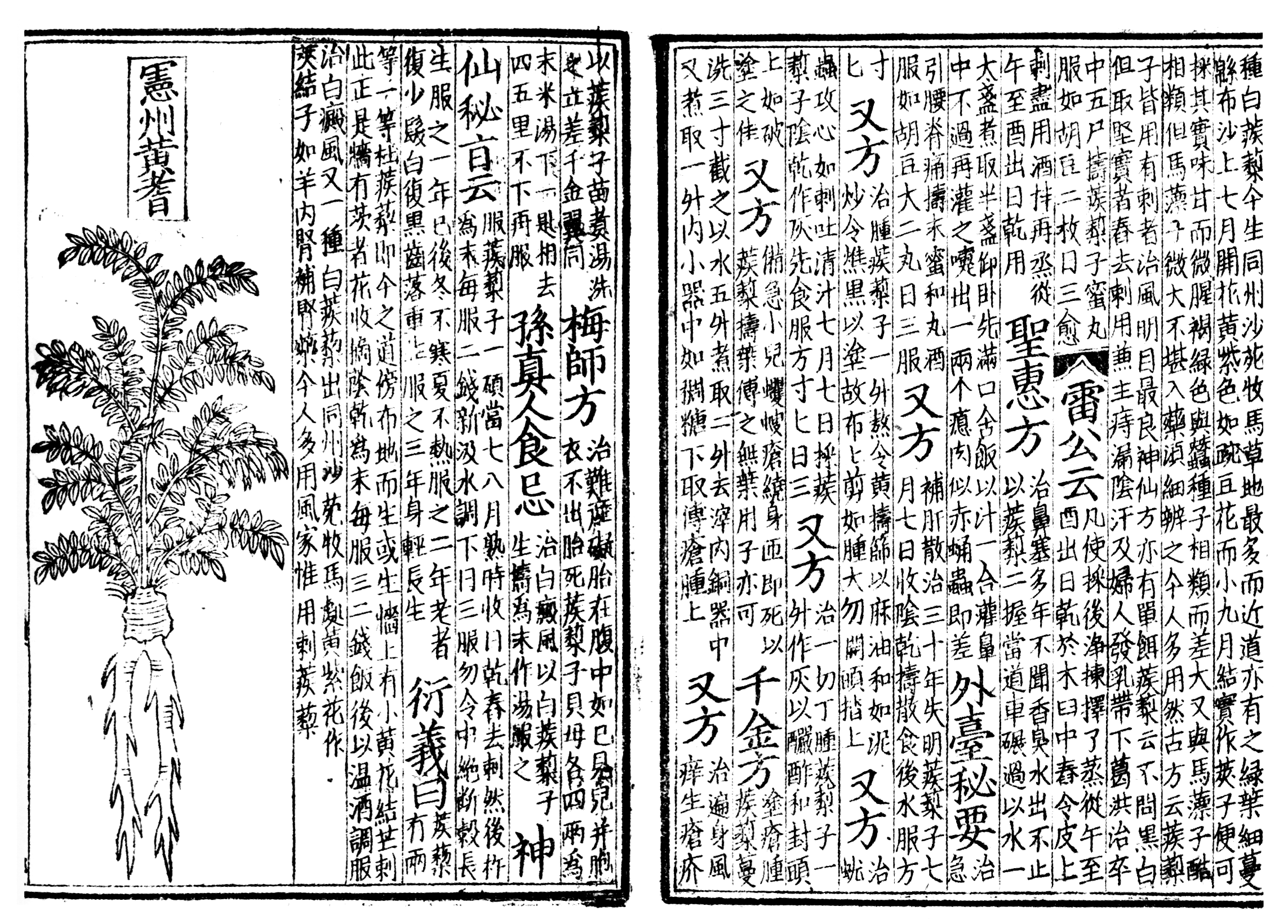
Pen cchao, čínská kniha o léčivých rostlinách tištěná z dřevěných desek, 1249

## Divadlo

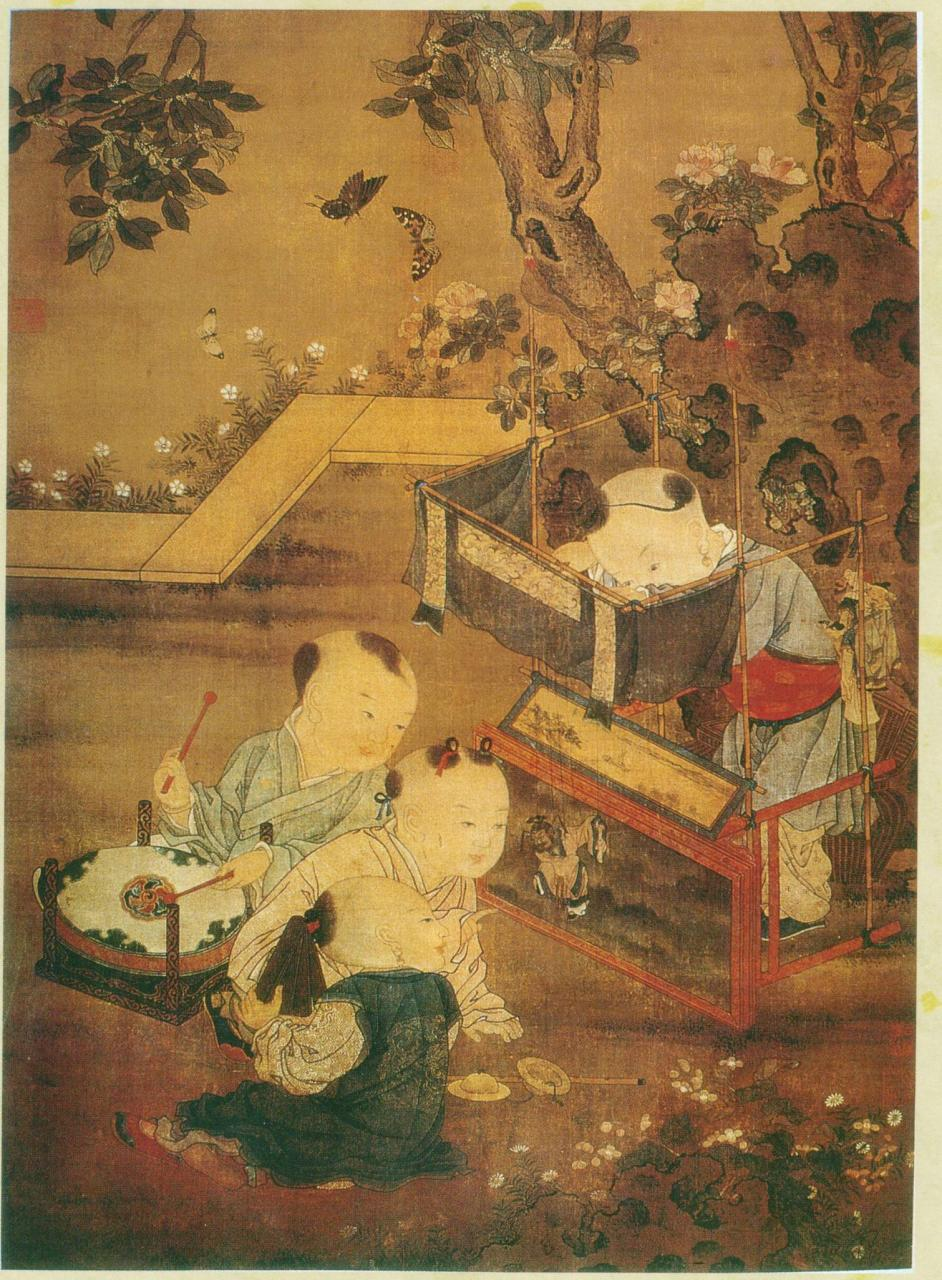
Dětské loutkové divadlo, obraz Liou Sung-niena (1174–1224)

Divadlo a drama měly v Číně dlouhou tradici a tchangský císař Süan-cung před polovinou 8. století založil pro hudebníky, tanečníky a herce samostatný ústav, Hruškovou zahradu. Nicméně, podle historika Stephen H. Westa, až v období Severní Sung se Kchaj-feng stal prvním uměleckým centrem, ve kterém se scénická umění stala součástí „průmyslu, konglomerátu zahrnujícího divadlo, hazard, prostituci a občerstvení“. Nárůst spotřeby obchodníků a učených úředníků „zrychlil růst jak zábavního, tak potravinářského průmyslu“ podle Westa, který zdůrazňuje přímou souvislost mezi těmito dvěma odvětvími vzhledem k jejich těsné blízkosti ve městech. Ze zhruba padesáti divadel nacházejících se v zábavních čtvrtích Kchaj-fengu čtyři disponovali hledištěm schopným pojmout několikatisícové publikum, přičemž z množství zákazníků přitahovaným divadly těžily okolní restaurační podniky. Návštěvníci divadelních představení pocházeli vesměs z obchodnických vrstev, zatímco vládní úředníci se v restauracích nebo na divadelních představeních ukazovali jen během svátků.
V Kchaj-fengu, dramata ve stylu ca-ťü využívala lyrické básně stylu pej-čchü. Po přesunu hlavního města na jih do Chang-čou získalo na významu „jižní drama“ (si-wen, také nan-si či nan-čchü). Obě varianty divadelních her využívaly různé regionální dialekty, různé způsoby přednesu a recitace, své vlastní sady rolí a různé typy hudebních nástrojů pro různé melodie. V kchajfengských dramatech dominoval hře jeden zpěvák doprovázen souborem smyčcových a bicích nástrojů. V changčouských hrách účinkovalo na jevišti povícero zpěváků v každém aktu, přičemž autoři preferovali smyčcové a dechové nástroje.
Barva i střih oděvu herců byla pevně určena. Podobně jako pouliční prodejci, kteří nosili oblečení určené pro jejich cech, i herecké kostýmy odrážely role, ať už to byl student, mladý muž, mladá žena, úředník, voják, atd. Herci zdokonalovali své umění v divadelních školách. U divadla nacházeli práci i hudebníci, protože hry uváděné na trzích byly často doprovázené hudbou. Herci na jevišti vždy mluvili klasickou čínštinou; lidová řeč, která napodobovala běžný mluvený jazyk, byla v divadelních představeních používána až v říši Jüan, následující po sungském státu. Ačkoli se naučili mluvit erudovaným klasickým jazykem, herecké společnosti běžně získávaly své členy z nejnižších společenských tříd. Témata komediálních představení se pohybovala od satir o zkorumpovaných úřednících k legráckám typu „chytání opice v hospodě“. Například jediná hra stylu nan-si, která se dochovala z období Jižní Sung je Čang-sie čuang-jüan (张协状元), obsahuje mezihry, ve kterých klaun krade jídlo a víno při svatební hostině v 16. aktu a rychlý komediální skeč o pronájmu pokoje v 24. aktu.
Překvapivě, herci v divadlech neměli monopol na divadelní zábavu, když dokonce i pouliční prodejci a podomní obchodníci na ulici zpívali oplzlé písně a tloukli na všechno, co mohli najít, když neměli hudební nástroje, jen aby upoutali zákazníky. Tato praxe byla tak rozšířené, že o staletí později západní návštěvníci říkali, že se „samotné město se změnilo v hlediště a jeviště a jeho obyvatelé v publikum“.  Mnoho z písní hraných v divadlech byly skladby, které byly inspirovány zpěvy drobných pouličních prodejců.  Na nový rok se konaly soutěže, v nichž pouliční prodavači předváděli své nejlepší zpěvy a písně, kterými doprovázeli prodej svého zboží; vítězové byli pozváni předvést své umění císařskému dvoru. Čou Mi uvádí ve své knize Wu-lin ťiou-š’, že tito prodejci, když předvedli své umění císařově choti a konkubínám, byli jimi za své zboží zahrnuti zlatem a perlami, takže „zbohatli za jeden večer“. Populární byla i loutková představení, pouliční i ve stálých scénách.

## Svátky

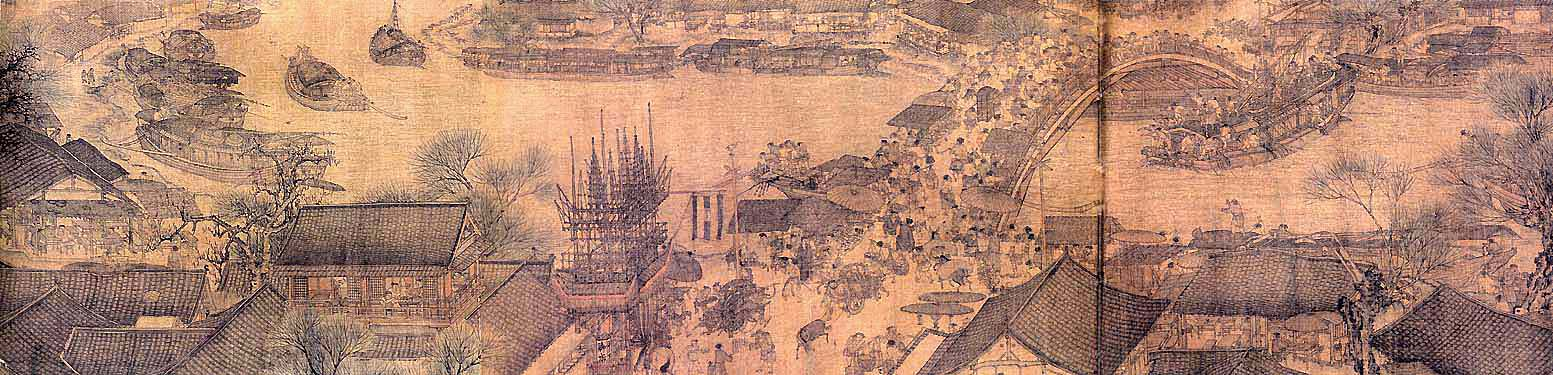
Část panoramatu Svátek čching-ming na řece Čang Ce-tuana (1085–1145)

Ve staré Číně bylo mnoho příležitostí pro domácí nebo veřejné radovánky v bohatém městském prostředí výrazně se rozšířivším v sungské říši. Pro těžce pracující rolnictvo byl čas festivalů a svátků časem radosti a odpočinku; pro ty nejchudší znamenal možnost poveselit se u jídla a alkoholu; každý se mohl zapojit do oslav. Lidé se shromažďovali kolem místních svatyní, aby na slavnostech pozorovali hry, divadelní zábavy, žonglování, šaškování a další představení. Za nejdůležitější svátek roku byly považovány oslavy Nového roku, které připadaly na leden–únor evropského kalendáře. Přípravy na novoroční svátky probíhaly více než měsíc, lidé pilně malovali na dveře ochranné bůžky, vyráběli papírové stuhy se šťastnými znaky pro „vítání jara“, kupovali tištěné obrazy Čung Kchueje, a připravovali speciální jídla, jako například kaši z červených fazolí. Široce populární svátek lampiónů se konal 15. den 1. měsíce. Podle literáta a úředníka Čou Miho (1232–1298) se za vlády Siao-cunga (v letech 1163–1189) nejlepší oslavy svátku lampiónů konaly v Su-čou a Fu-čou, i Chang-čou bylo známo pro velkou rozmanitost barevných papírových lampiónů všech tvarů a velikostí. Ve svých pamětech Meng Jüan-lao (psal v letech 1126–1147) vzpomínal, jak dříve severosungské hlavní město Kchaj-feng hostilo festivaly, kdy v průvodech na hlavní ulici zářily desetitisíce barevných a jasně osvětlených papírových lampiónů zvedaných na dlouhých tyčích vzhůru a zase dolů, přičemž tyče byly také zabalené do barevného hedvábí s mnoha papírovými figurami létajícími ve větru jako duchové. Během roku sungští Číňané slavili i další svátky, příkladmo svátek čching-ming, vyobrazený na stejnojmenném panoramatu Čang Ce-tuana.
S objevem střelného prachu v Číně slavnosti obohatily bohaté ohňostroje. Například roku 1110 při vojenských hrách, kterými se bavil dvůr císaře Chuej-cunga, byl uspořádán velký ohňostroj souběžně s vystoupením tanečníků v podivných kostýmech tančících v mracích barevného kouře. Obyčejní lidé si od městských obchodníků a dodavatelů kupovali petardy z jednoduchých tyčí bambusu naplněných malým množstvím střelného prachu.
I když byly zrušeny po zkáze vyvolané povstáním An Lu-šana (755–763) za dynastie Tang, okázalé čínské karnevaly brzy ožily a v sungské době byly pevnou součástí života. Celostátní oslavy byly pořádány, když vláda chtěla ukázat svou laskavost a velkorysost u příležitosti významných událostí, vojenských vítězství, bohatých sklizní po období sucha nebo hladomoru, vyhlášení amnestie, oběti božstvům, jmenování korunního prince, manželství v císařské rodině atd.

## Odívání

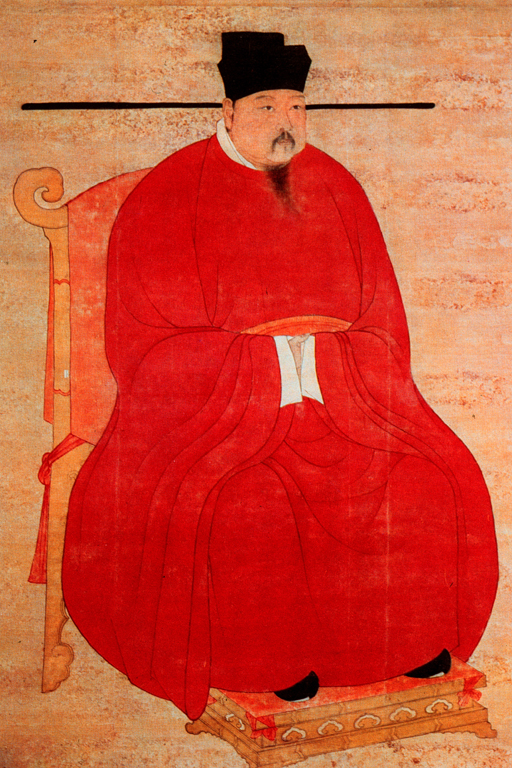
Oficiální portrét císaře Čen-cunga, v dlouhé róbě určené i pro úředníky, s charakteristickými širokými rukávy a císařskou čapkou zajišťující „spojení s Nebesy“.

V sungské éře si Číňané oblékali mnoho druhů oděvů, které podléhaly módám, ale přitom stále platilo, že oblečení bylo vnějším symbolem statusu a sociální třídy dotyčného.  Bohatí dávali přednost oděvu z hedvábí, při zvláštních příležitostech hedvábným šatům ze zlatého brokátu. Uhlí používaného pro vytápění domů bylo málo a bylo nákladné, takže v zimě často nosili teplé, kožešinou lemované, oblečení. Běžní obyvatelé se odívali do šatů z konopné tkaniny, ale na jihu byly široce rozšířeny i bavlněné šaty. Typy oděvů nošených rolníky a prostými poddanými byly do značné míry jednotného vzhledu (barevným standardem byla černá a bílá), a tak tomu bylo i u vyšších tříd a elity. V horní třídě byl každý stupeň společenské hierarchie odlišen barvou a specifickou výzdobou šatů, tvarem a druhem pokrývky hlavy, a dokonce i stylem opasku. Přísný řád platil obzvláště v počátcích říše Sung. Nicméně, hranice mezi vrstvami úřednické hierarchie se v průběhu let pomalu začaly rozmazávat, když se např. fialová barva, původně vyhrazená pouze pro oblečení úředníků třetí hodnosti nebo vyšší, začala šířit mezi úředníky všech úrovní. Kromě chování úředníků na nižších stupních hierarchie přispěly k rozpadu pravidel pro oficiální oblečení pro každou společenskou skupinu i protesty proti rigidním oděvním předpisům ze strany bohatých členů obchodnické třídy. Přesto zůstaly viditelné rozdíly mezi civilními úředníky a třídou bohatých obchodníků a podnikatelů; úředníci se odlišovali dlouhými šaty dosahujícími až k zemi, zatímco obchodníci často nosili halenu, sahající pod pás, a kalhoty. Kalhoty byly zavedeny do Číny ve 4. století před naším letopočtem, během období válčících států, byly součástí vojenské uniformy a běžné u obyčejných lidí. Ačkoli většina mužů byla oholená, vojáci, důstojníci a profesionální mistři bojových umění dávali přednost přednost vousům a bradce, chápaným jako znamením mužnosti.

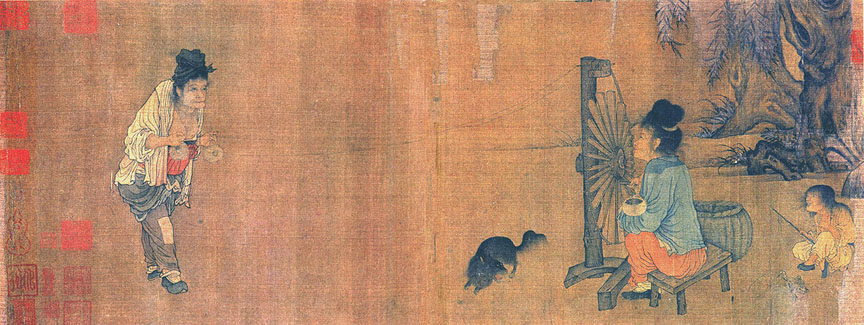
Spřádací kolo, Wang Ťü-čeng, období Severní Sung

Oblečení sungských žen se od pánského lišilo tím, že bylo upevněno na levé straně, ne napravo. Ženy nosily dlouhé šaty nebo halenky, které dole dosahovaly téměř až ke kolenům. Také nosily sukně a haleny s krátkými nebo dlouhými rukávy. Když vycházely ven, bohaté ženy nosily fialové šátky kolem ramen. Dámy používaly spony a hřebeny ve vlasech, zatímco princezny, císařské konkubíny, a manželky úředníků a bohatých obchodníků se ve svých účesech pyšnily ozdobami ze zlata a stříbra v podobě fénixů a květin.
Lidé v říši Sung nikdy neopouštěli své domovy naboso, a muži měli vždy nějakou pokrývku hlavy Ve městech existovaly obchody specializované na určité typy klobouků a pokrývek hlavy. Pouze buddhističtí mniši si holili hlavy a nenosili ani klobouky ani čepice. K obutí sloužily kožené boty, zvané doslova „naolejované boty“, sandály dřevěné i konopné, nebo drahé saténové pantofle.

## Jídla a kuchyně

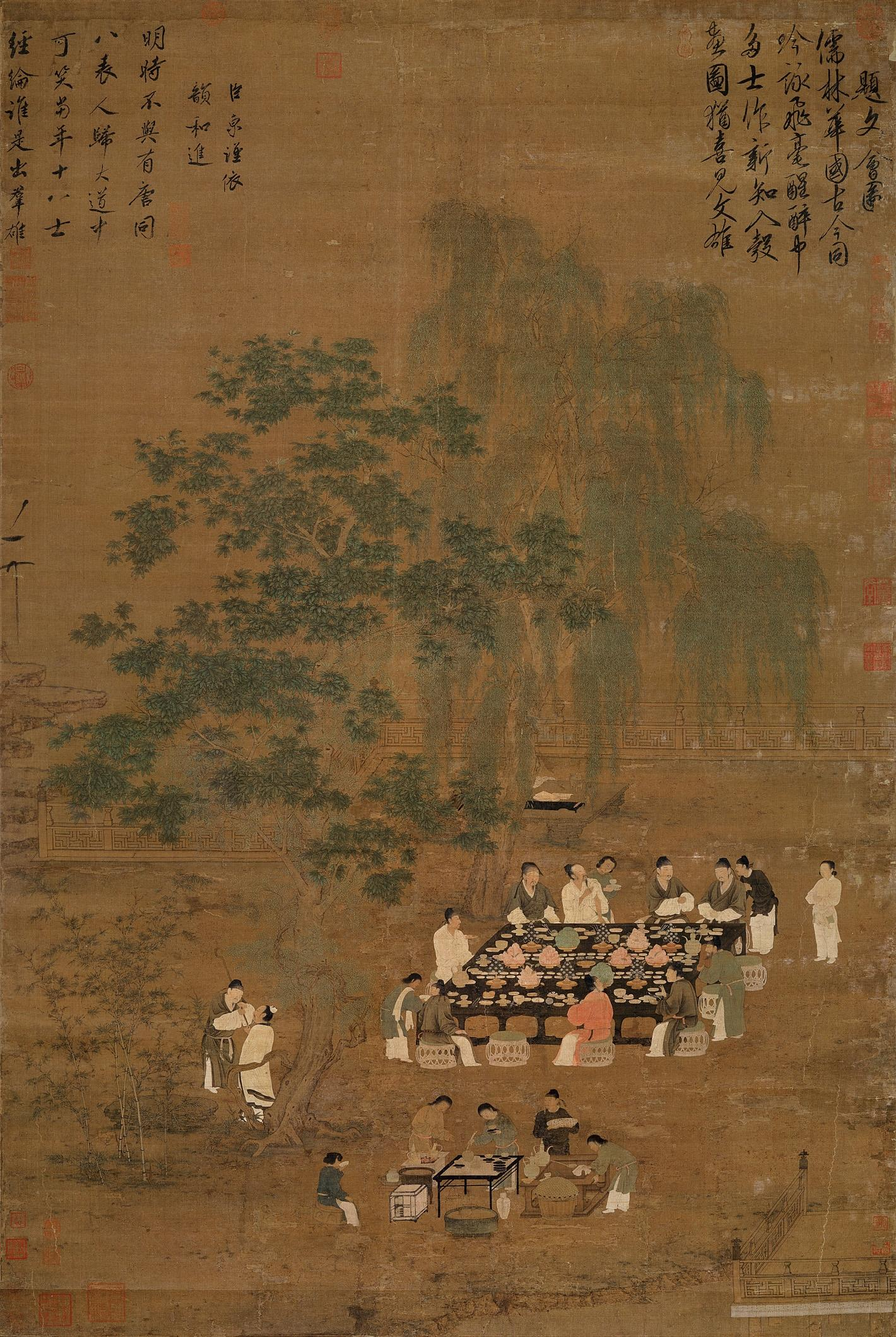
Sungská malba venkovní hostiny, patrně kopie tchangského originálu

Ze sungské éry se zachovalo mnoho jmen jídel nabízených v restauracích a hostincích, jakož i na hostinách a banketech, slavnostech a karnevalech, i obyčejné pokrmy. Řada z názvů jídel ze sungských seznamů je dnes příliš nejasná a podivná, než aby bylo možno určit jak a z čeho se dotyčné pokrmy vlastně připravovaly. Nicméně, soudě podle koření, které se používalo pro tyto pokrmy, jako pepř, zázvor, nové koření, sojová omáčka, olej, sůl a ocet, se sungská kuchyně nejspíše příliš nelišila od současné čínské kuchyně. Další doplňkové pochutiny a přísady používané sungskými Číňany byly vlašské ořechy, tuřín, kardamon, sečuánský pepř, olivy, ořechy, semena jinanu, kůra citrusů a sezamový olej.
Regionální kulturní rozdíly zahrnovaly i rozdíly ve skladbě potravy, ovšem v některých oblastech se kuchařské tradice regionálních kultur prolínaly; to byl případ jihosungské metropole Chang-čou. Po masovém exodu ze severu před džürčenskými dobyvateli, přinesli rodáci z Che-nanu svou kuchyni a potraviny (populární v období Severní Sung v hlavním městě Kchaj-fengu) do Chang-čou, kde se smísila s čeťiangskou gastronomickou tradicí. Nicméně záznamy ukazují, že již v severosungském období si v Kchaj-fengu některé restaurace zakládaly na jihočínské kuchyni. Orientovaly se klientelu z jižní Číny, na úředníky sloužící v hlavním městě, pro jejichž vkus byla severočínská jídla nedostatečně kořeněná. V sungských textech se poprvé objevují termíny nan-š’, pej-š’ a čchuan-fan odkazující specificky k severní, jižní a sečuánské kuchyni. Mnoho restaurací bylo známo svými specialitami, například v Chang-čou existovala restaurace, která servírovala pouze mražená jídla,, zatímco jiné restaurace se specializovaly na nabídku pokrmů horkých, teplých, v pokojové teplotě, nebo studených. Potomci příchozích z Kchaj-fengu vlastnili většinu restaurací v Chang-čou, ale přesto changčouské podniky nabízely mnoho dalších regionální variací přípravy jídel. To zahrnovalo sečuánskou kuchyni, která kladla důraz na užití pálivých paprik, jídel a nápojů z Che-peje a Šan-tungu a přímořské kuchyně nabízející krevety a mořské ryby. Paměť a trpělivost číšníků musely být na vysoké úrovni; ve větších restaurací pořádajících večeře, které sestávaly i z dvacet chodů, hosté vytýkali personálu i nepatrné chyby. Pokud host ohlásil chybu číšníka majiteli podniku, byl číšník slovně pokárán, případně postižen srážkou z platu, v extrémních případech i vyhozen.

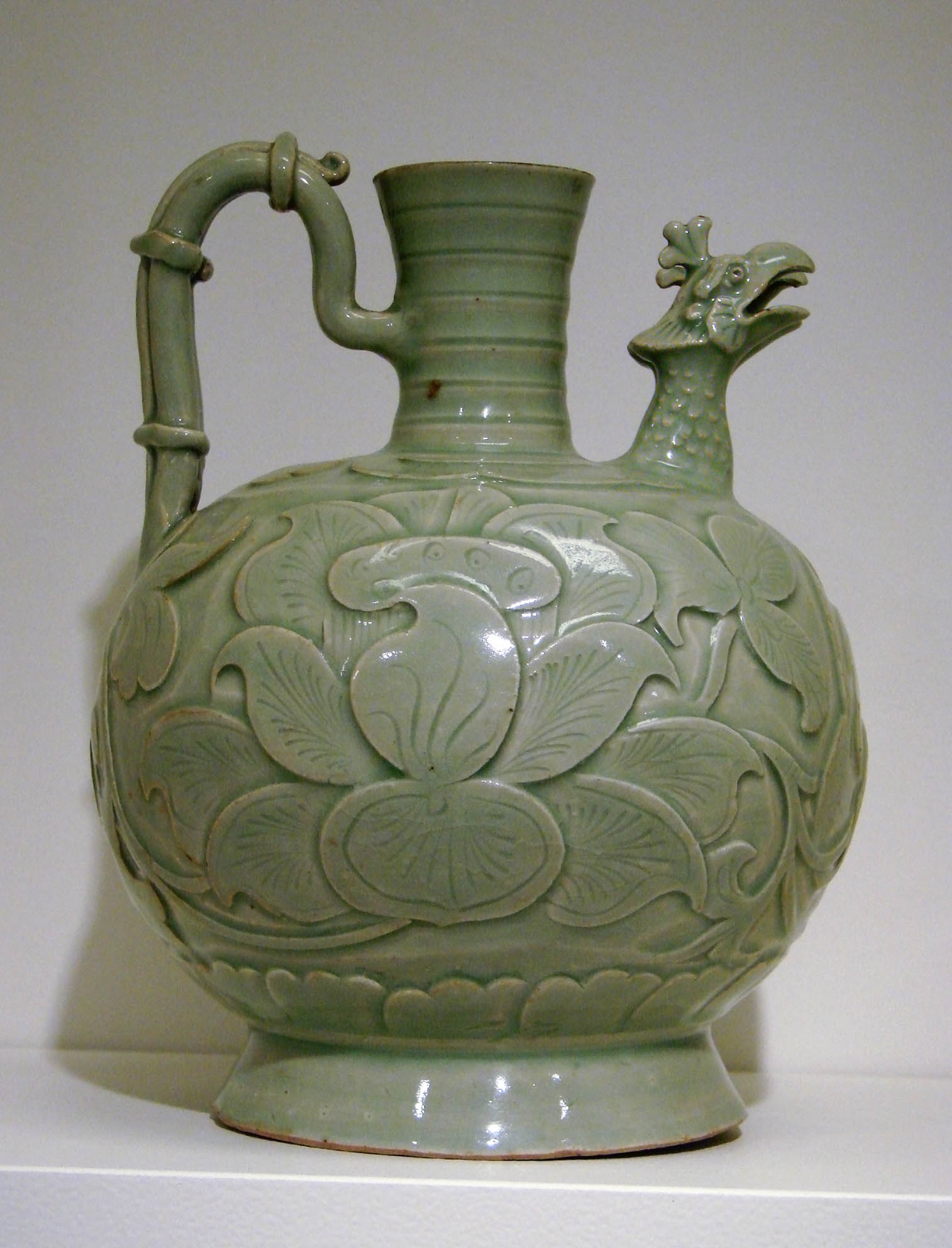
Sungská porcelánová konvice z Jao-čou v Šen-si z 10. století, Guimetovo muzeum v Paříži.

V časných ranních hodinách v Chang-čou, podél široké hlavní ulice, byly prodávány speciální delikatesy k snídaním. A sice smažené dršťky, porce skopového nebo husy, různé druhy polévek, teplé palačinky a koláčky i dorty. Stánky s nudlemi byly také populární a zůstávaly otevřené po celý den i noc.  Podle jednoho sungského autora z Kchaj-fengu, noční trhy zavíraly ve tři hodiny v noci, ale znovu otvíraly o páté, přičemž si získaly uznání, když zůstávaly otevřené i během zimních bouří a nejtemnějších a nejdeštivější dnů zimy.
Do Číny obchodníci dováželi exotické zahraniční potraviny, mimo jiné rozinky, datle, perské jujuby a hroznové víno; rýžové víno bylo v Číně široce rozšířené, což ve 13. století zaznamenal benátský cestovatel Marco Polo. Ačkoli víno z vinné révy bylo v Číně známé od doby, kdy říše Chan navázala obchodní spojení s helénistickou Střední Asií, bylo obvykle rezervováno pro elitu. Kromě vína pili Číňané hruškový džus, šťávu z liči, nápoje z medu a zázvoru, čaj, nebo šťávu papáji. Chov dobytka na mléko i mléčné výrobky byly Číňanům cizí, což vysvětluje absenci sýra a mléka v jejich stravě. Také hovězí maso se jedlo jen zřídka, protože býci byli důležitá tažná zvířata. Základem stravy nižších tříd zůstala rýže, vepřové a solené ryby. Bohatí si mohli vybrat z mnoha druhů masa, kuřecího, měkkýšů, masa daňků, zajíců, koroptví, bažantů, křepelek, frankolínů, lišek, jezevců, škeblí, krabů, a mnoha dalších druhů. V restauračních menu se však neobjevovali psi. Místní sladkovodní ryby z nedalekých jezer a řek byly loveny a přinášeny na trh, zatímco od Západního jezera tamní obyvatelé dodávali husy a kachny. K běžnému ovoci patřily melouny, granátová jablka, liči, longany, zlaté pomeranče, jujuby, čínské a japonské kdoule, meruňky a hrušky; existovala řada variant a odrůd ovoce, jenom v okolí Chang-čou tamní rolníci pěstovali jedenáct druhů meruněk a osm druhů hrušek. Mezi speciality sungského období patřily vonící měkkýši vaření v rýžovém víně, husy s meruňkami, polévka z lotosových semen, kořeněná polévka s mušlemi a rybami vařenými se švestkami, sladké sojové polévky, sezamové bulky plněné kyselými fazolemi nebo vepřovou panenkou, voňavé kandované ovoce, proužky zázvoru a zkvašené fazolové pasty, vařené noky plněné jujubou, smažené kaštany, slaná polévka ze zkvašených fazolí, ovoce vařené ve voňavém medu, medové lupínky. Sladkosti z medu a mouky kuchaři tvarovali do podoby sošek vojáků ve zbroji, nebo dívčích tváří, a říkali jim obrazy z jídla (kuo-š’).